# Gustav Krukenberg
Gustav Krukenberg (Bonn, 8 marzo 1888 – Bad Godesberg, 23 ottobre 1980) è stato un generale tedesco che servì come Hauptmann nella Grande Guerra. Durante la seconda guerra mondiale fu Brigadeführer della 33. Waffen-Grenadier-Division der SS "Charlemagne" delle Waffen-SS ed in seguito comandante di quanto ne rimaneva e della SS Division "Nordland" durante la battaglia di Berlino dell'aprile 1945.

## Biografia
Gustav nacque a Bonn, figlio di Georg Krukenberg, un professore della locale università, e della figlia dell'archeologo Alexander Conze. Ottenne un dottorato in legge e servì nell'Esercito imperiale tedesco nel 1907. Si sposò nel 1912. Durante la prima guerra mondiale, servì come ufficiale d'ordinanza ed aiutante, fino ad arrivare al grado di Hauptmann nel 1918. Dopo la guerra servì nell'amministrazione civile dello Stato come segretario personale del Ministro degli Esteri e, per un breve periodo, fu direttore di un'industria. Entrò nel Partito Nazionalsocialista Tedesco dei Lavoratori nel 1932 e dopo la salita al potere di Hitler lavorò presso il Ministero della Propaganda e divenne membro delle Allgemeine-SS.
Con lo scoppio della seconda guerra mondiale, Krukenberg fu richiamato alle armi dallo Heer con il grado di maggiore e prestò servizio presso lo Stato maggiore a Parigi. Nel dicembre 1943 venne trasferito dallo Heer, dove aveva raggiunto il grado di Oberstleutnant, alle Waffen-SS, dove ricoprì il grado equivalente di Obersturmbannführer. Fu subito promosso a Standartenführer e poi ad Oberführer. Grazie al suo fluente francese, ebbe il comando dei volontari francesi della 33. Waffen-Grenadier-Division der SS "Charlemagne".

## La battaglia di Berlino
Nella notte tra il 23 ed il 24 aprile 1945, Krukenberg ricevette una chiamata dal quartier generale del Gruppo d'armate Vistola, nella quale gli venne ordinato di concorrere con i resti della sua divisione alla difesa di Berlino. Krukenberg chiese dei volontari per raggiungere la capitale; la maggioranza dei soldati si offrì, ma Krukenberg ed il SS-Hauptsturmführer Henri Joseph Fenet scelsero solo il numero di volontari che potevano trasportare. Superati diversi ostacoli, i resti della divisione raggiunsero la città alle 22.00 del 24 aprile.
Il 25 aprile, il Brigadeführer Krukenberg fu incaricato dal generale Helmuth Weidling come comandante del Settore di difesa C, che includeva la SS Division "Nordland", dal cui comando Joachim Ziegler era stato sollevato lo stesso giorno. L'arrivo delle SS francesi ridiede fiato alla "Nordland", i cui reggimenti "Norge" e "Danmark" erano stati decimati dalla lotta.
Dal 26 aprile, con Neukölln saldamente in mano ai gruppi di combattimento sovietici, Krukenberg approntò le postazioni di ripiegamento per i difensori del Settore C intorno Hermannplatz. Spostò il suo quartier generale nell'Opera di Berlino. Costretto a ritirarsi il 27 aprile, il quartier generale della divisione "Nordland" fu infine spostato in un vagone nella stazione Stadtmitte della metropolitana, nel Settore di difesa Z.
I francesi sotto il comando di Krukenberg diedero ottima prova nella lotta controcarri: di 108 carri armati sovietici distrutti nel distretto centrale, essi ne avevano colpiti la metà. Il 29 aprile Krukenberg assegnò una delle ultime Croci di Cavaliere della Croce di Ferro al Unterscharführer Eugène Vaulot. Era opinione diffusa che il 1 maggio Krukenberg avesse tentato di arginare l'avanzata russa ordinando ai genieri di far saltare il tunnel della S-Bahn sotto il Landwehrkanal, causando l'allagamento di 25 km di tunnel della S-Bahn e della U-Bahn di Berlino; difatti è più probabile che l'allagamento sia stato causato dal massiccio bombardamento con centinaia di tonnellate di bombe e razzi sovietici. Poiché i tedeschi facevano largo uso dei tunnel della metropolitana per il ridispiegamento delle truppe, come ospedali da campo e come rifugi dal costante bombardamento, sembra altamente improbabile che Krukenberg ne abbia ordinato la distruzione.
Dopo la morte di Adolf Hitler, Krukenberg mise insieme una scorta di SS francesi per eludere la cattura, a cui si unirono Ziegler e un folto gruppo di uomini della "Nordland". Essi attraversarono la Sprea poco prima dell'alba. Nei pressi della stazione di Berlin-Gesundbrunnen, furono fatti oggetto di un pesante fuoco nemico. Il Brigadeführer Joachim Ziegler fu gravemente ferito e morì il 2 maggio. Krukenberg riuscì a raggiungere Dahlem, dove si nascose in un appartamento per una settimana prima di arrendersi all'Armata rossa.
Morì il 23 ottobre 1980.